# Prunay-le-Temple
Pour les articles homonymes, voir Prunay.
Prunay-le-Temple est une commune française située dans le département des Yvelines en région Île-de-France.

## Géographie

### Situation
La commune de Prunay-le-Temple se trouve dans l'ouest des Yvelines et dans le sud du Mantois, à seize kilomètres environ au sud de Mantes-la-Jolie et à treize kilomètres au nord-est de Houdan, le chef-lieu de canton.
Le territoire communal s'étend sur près de 700 hectares sur le plateau du Mantois entre 110 et 130 mètres d'altitude en légère pente vers le nord. Il est délimité vers le nord-est par la vallée de la Flexanville, ruisseau affluent de  la Vaucouleurs qui reçoit sur sa gauche le ru de Prunay. Le confluent de ces deux cours d'eau, qui entaillent assez profondément le plateau, se situe à la pointe nord de la commune. Le territoire est en quasi-totalité rural (à près de 96 %) et boisé pour un tiers environ, notamment avec le bois de Prunay situé dans le sud du territoire communal.
L'habitat de type individuel se regroupe dans le bourg principal autour de l'école et de la mairie au sud-est du ru de Prunay, et le hameau du Haut-Prunay au nord-ouest.

### Hameaux de la commune
- le Haut-Prunay, la Rolanderie (partagé avec Orgerus).

### Communes voisines
Les communes sont Saint-Martin-des-Champs au nord-est, d'Orgerus au sud-est, de Tacoignières au sud, d'Orvilliers à l'ouest, de Mulcent au nord-ouest et  de Septeuil au nord.

### Transports et voies de communications

#### Réseau routier
Située à l'écart des grands axes, Prunay-le-Temple est reliée aux communes voisines par la voirie communale. La route départementale D 166 traverse le bois dans le sud de la commune, loin à l'écart du village tandis que la route départementale D 42 passe à la limite est, assurant la liaison avec Septeuil.

#### Bus
La commune est desservie par les lignes 2 et 38 du réseau de bus Centre et Sud Yvelines.

#### Sentier de randonnée
Le sentier de grande randonnée GR 22 suit la limite sud-est de la commune entre les bois de la Haute-Borne (Orgerus) et de Prunay.

### Climat
Pour des articles plus généraux, voir Climat de l'Île-de-France et Climat des Yvelines.
En 2010, le climat de la commune est de type climat océanique dégradé des plaines du Centre et du Nord, selon une étude du CNRS s'appuyant sur une série de données couvrant la période 1971-2000. En 2020, Météo-France publie une typologie des climats de la France métropolitaine dans laquelle la commune est exposée à un climat océanique et est dans la région climatique Sud-ouest du bassin Parisien, caractérisée par une faible pluviométrie, notamment au printemps (120 à 150 mm) et un hiver froid (3,5 °C).
Pour la période 1971-2000, la température annuelle moyenne est de 10,6 °C, avec une amplitude thermique annuelle de 14,1 °C. Le cumul annuel moyen de précipitations est de 662 mm, avec 10,6 jours de précipitations en janvier et 7,9 jours en juillet. Pour la période 1991-2020, la température moyenne annuelle observée sur la station météorologique la plus proche, située sur la commune de Magnanville à 12 km à vol d'oiseau, est de 11,6 °C et le cumul annuel moyen de précipitations est de 641,5 mm,. Pour l'avenir, les paramètres climatiques de la commune estimés pour 2050 selon différents scénarios d'émission de gaz à effet de serre sont consultables sur un site dédié publié par Météo-France en novembre 2022.

## Urbanisme

### Typologie
Au 1er janvier 2024, Prunay-le-Temple est catégorisée commune rurale à habitat dispersé, selon la nouvelle grille communale de densité à sept niveaux définie par l'Insee en 2022.
Elle est située hors unité urbaine. Par ailleurs la commune fait partie de l'aire d'attraction de Paris, dont elle est une commune de la couronne,. Cette aire regroupe 1 929 communes,.

### Occupation des solssimplifiée
Le territoire de la commune se compose en 2017 de 95,15 % d'espaces agricoles, forestiers et naturels, 1,79 % d'espaces ouverts artificialisés et 3,06 % d'espaces construits artificialisés.

## Toponymie
Le nom de la localité est attesté sous les formes Pruneium en 588, Prunidus en 829, Prunetum au XIIIe siècle.
Du latin prunus, le « lieu planté de pruniers ».
Homonymie avec Prunay-en-Yvelines.
Doit son surnom aux templiers installée dans la commune au XIIe siècle.

## Histoire
Une commanderie des Templiers a été installée dans la commune au XIIe siècle. Le frère Simon de Quincy, précepteur de la baillie du Temple de Prunay, est venu en 1291 et 1295 en la maison du temple de Chanu (Villiers-en-Désœuvre). Lors du procès le nom de Prunay est cité : et requisitus de tempore et modo sue recepcionis, dixit per juramentum suum quod fuit receptus in domo de Themis in ballivia de Prunay, per fratrem Symonem de Quinci * preceptorem dicte ballivie,.
Après le procès les biens furent dévolus à l'Ordre des Hospitaliers de Saint-Jean-de-Jérusalem lors de la dissolution de l'ordre du Temple puis vendus comme biens nationaux à la Révolution.
La commune a été rattachée au canton de Houdan en 1802 (elle dépendait précédemment du canton de Septeuil).

## Politique et administration

### Liste des maires
| Période                                  | Période  | Identité    | Étiquette | Qualité |
| ---------------------------------------- | -------- | ----------- | --------- | ------- |
| Les données manquantes sont à compléter. |          |             |           |         |
| mars 2001                                | 2008     | Louis Aubry |           |         |
| mars 2008                                | En cours | Jean Myotte |           |         |

### Instances administratives et judiciaires
La commune de Prunay-le-Temple appartient au canton de Bonnières-sur-Seine et est rattachée à la communauté de communes du pays Houdanais.
Sur le plan électoral, la commune est rattachée à la neuvième circonscription des Yvelines, circonscription à dominante rurale du nord-ouest des Yvelines.
Sur le plan judiciaire, Prunay-le-Temple fait partie de la juridiction d’instance de Mantes-la-Jolie et, comme toutes les communes des Yvelines, dépend du tribunal de grande instance ainsi que de tribunal de commerce sis à Versailles,.

## Population et société

### Démographie

#### Évolution démographique
L'évolution du nombre d'habitants est connue à travers les recensements de la population effectués dans la commune depuis 1793. Pour les communes de moins de 10 000 habitants, une enquête de recensement portant sur toute la population est réalisée tous les cinq ans, les populations de référence des années intermédiaires étant quant à elles estimées par interpolation ou extrapolation. Pour la commune, le premier recensement exhaustif entrant dans le cadre du nouveau dispositif a été réalisé en 2007.

En 2022, la commune comptait 410 habitants, en évolution de −3,53 % par rapport à 2016 (Yvelines : +2,72 %, France hors Mayotte : +2,11 %).
| 1793 | 1800 | 1806 | 1821 | 1831 | 1836 | 1841 | 1846 | 1851 |
| ---- | ---- | ---- | ---- | ---- | ---- | ---- | ---- | ---- |
| 264  | 253  | 266  | 242  | 269  | 258  | 240  | 244  | 208  |

| 1856 | 1861 | 1866 | 1872 | 1876 | 1881 | 1886 | 1891 | 1896 |
| ---- | ---- | ---- | ---- | ---- | ---- | ---- | ---- | ---- |
| 202  | 210  | 197  | 203  | 197  | 189  | 183  | 183  | 188  |

| 1901 | 1906 | 1911 | 1921 | 1926 | 1931 | 1936 | 1946 | 1954 |
| ---- | ---- | ---- | ---- | ---- | ---- | ---- | ---- | ---- |
| 201  | 202  | 165  | 198  | 200  | 151  | 155  | 178  | 164  |

| 1962 | 1968 | 1975 | 1982 | 1990 | 1999 | 2006 | 2007 | 2012 |
| ---- | ---- | ---- | ---- | ---- | ---- | ---- | ---- | ---- |
| 157  | 167  | 195  | 199  | 257  | 301  | 360  | 368  | 414  |

| 2017 | 2022 | - | - | - | - | - | - | - |
| ---- | ---- | - | - | - | - | - | - | - |
| 419  | 410  | - | - | - | - | - | - | - |

#### Pyramide des âges
En 2018, le taux de personnes d'un âge inférieur à 30 ans s'élève à 37,1 %, soit en dessous de la moyenne départementale (38 %). De même, le taux de personnes d'âge supérieur à 60 ans est de 20,1 % la même année, alors qu'il est de 21,7 % au niveau départemental.
En 2018, la commune comptait 202 hommes pour 213 femmes, soit un taux de 51,33 % de femmes, légèrement supérieur au taux départemental (51,32 %).
Les pyramides des âges de la commune et du département s'établissent comme suit.
| Hommes | Classe d’âge | Femmes |
| ------ | ------------ | ------ |
| 0,5    | 90 ou +      | 0,0    |
| 4,5    | 75-89 ans    | 3,3    |
| 14,0   | 60-74 ans    | 17,6   |
| 28,5   | 45-59 ans    | 27,5   |
| 13,7   | 30-44 ans    | 16,2   |
| 17,5   | 15-29 ans    | 19,4   |
| 21,3   | 0-14 ans     | 16,0   |

| Hommes | Classe d’âge | Femmes |
| ------ | ------------ | ------ |
| 0,6    | 90 ou +      | 1,4    |
| 6      | 75-89 ans    | 7,8    |
| 13,5   | 60-74 ans    | 14,8   |
| 20,7   | 45-59 ans    | 20,1   |
| 19,6   | 30-44 ans    | 19,9   |
| 18,5   | 15-29 ans    | 16,8   |
| 21,2   | 0-14 ans     | 19,2   |

## Économie
- Commune agricole et résidentielle.

## Culture locale et patrimoine

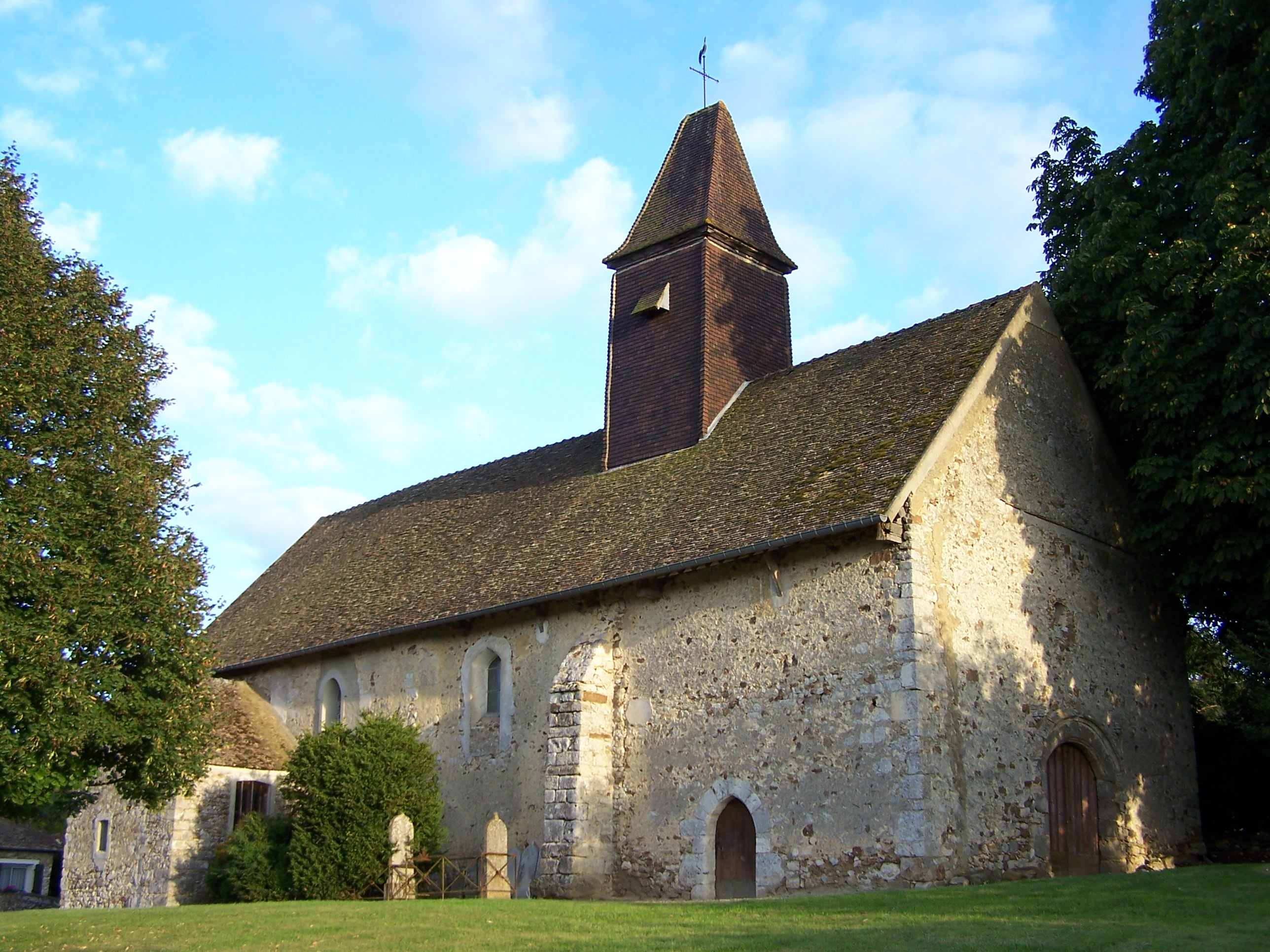
L'église Saint-Martin.

### Lieux et monuments
- Église Saint-Martin : édifice en pierre d'architecture très simple, datant vraisemblablement du XVIIe siècle.
- Lavoir du XIXe siècle, restauré en 1993 puis en 2018.
- Ferme de la Commanderie : ancienne commanderie des Templiers, du XIIIe siècle, transformée en ferme.